# Samvel Danielián
Samvel Vladímirovich Danielián –en ruso, Самвел Владимирович Даниелян– (4 de febrero de 1971) es un deportista ruso de origen armenio que compitió en lucha grecorromana. Ganó una medalla de oro en el Campeonato Mundial de Lucha de 1995 y dos medallas en el Campeonato Europeo de Lucha, oro en 1999 y bronce en 1993.
Participó en los Juegos Olímpicos de Atlanta 1996, ocupando el cuarto lugar en la categoría de 52 kg.

## Palmarés internacional
| Campeonato Mundial | Campeonato Mundial      | Campeonato Mundial | Campeonato Mundial |
| Año                | Lugar                   | Medalla            | Categoría          |
| ------------------ | ----------------------- | ------------------ | ------------------ |
| 1995               | Praga (República Checa) | Medalla de oro     | 52 kg              |
| Campeonato Europeo |                         |                    |                    |
| Año                | Lugar                   | Medalla            | Categoría          |
| 1993               | Estambul (Turquía)      | Medalla de bronce  | 52 kg              |
| 1999               | Sofía (Bulgaria)        | Medalla de oro     | 54 kg              |